# Mediengruppe Sankt Ulrich Verlag
Die Mediengruppe Sankt Ulrich Verlag GmbH ist ein deutsches Medienunternehmen mit Sitz in Augsburg, das vor allem christliche Medien veröffentlicht. Einziger Gesellschafter der Mediengruppe ist die Diözese Augsburg, die durch den Diözesanbischof Bertram Meier vertreten wird. Geschäftsführerin ist seit Oktober 2022 Ruth Klaus. Der Verlagssitz befindet sich im Gebäude des Alten Hauptkrankenhauses.

## Verlagstätigkeit

### Sankt Ulrich Verlag

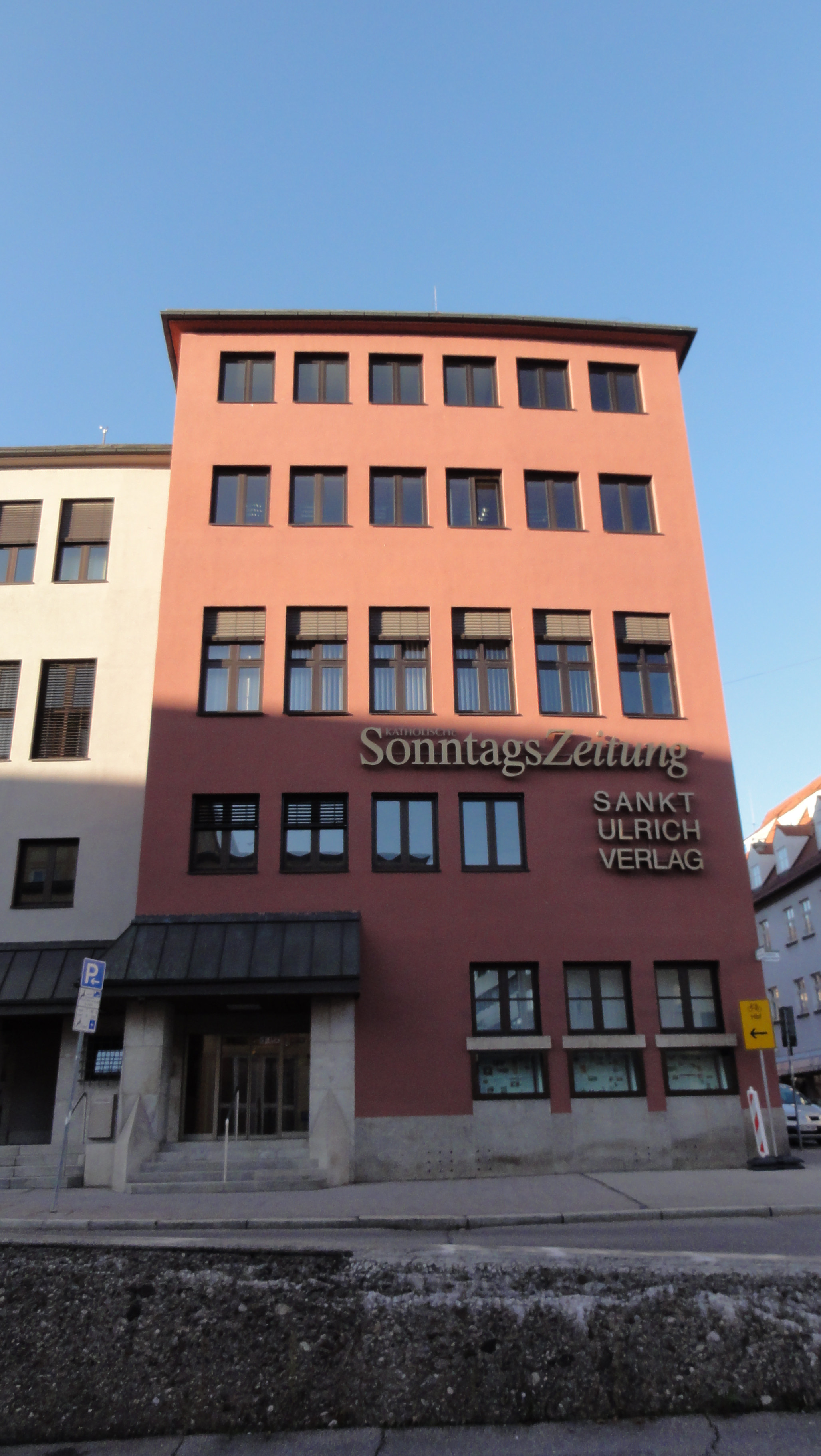
Ehemaliges Verlagshaus des Ulrichsverlages am Hafnerberg in Augsburg

Der Sankt Ulrich Verlag gibt vor allem katholische Literatur heraus, die sich mit Glaubensfragen oder aktuellen gesellschaftspolitischen Themen beschäftigt. Unter den verlegten Autoren befinden sich der ehemalige Papst Benedikt XVI. (Joseph Ratzinger) sowie die Kardinäle Francis Arinze, Paul Josef Cordes, John Patrick Foley, Georg Sterzinsky und Miloslav Vlk. Daneben gibt der Verlag aber auch Bücher von Publizisten wie Scott Hahn, Michael Hesemann oder Carsten Peter Thiede heraus.

### Katholische SonntagsZeitung
Die Katholische SonntagsZeitung erreicht bundesweit wöchentlich eine verkaufte Auflage von knapp über 25.000 Exemplaren. Die SonntagsZeitung berichtet über Menschen, Werte und Hintergründe zu gesellschaftspolitischen und kirchlichen Themen.

### katholisch1.tv
katholisch1.tv ist das wöchentlich ausgestrahlte TV-Newsmagazin für das Bistum Augsburg. Jeweils sonntags bei a.tv (Augsburg), bei allgäu.tv (Kempten) und unter www.katholisch1.tv spiegelt katholisch1.tv den Facettenreichtum des katholischen Miteinanders in der Diözese wider.

### Weitere Geschäftsfelder
Weitere Geschäftsfelder sind die neue bildpost und die uv media production.

## Beteiligungen
Die Mediengruppe hält Beteiligungen an augsburg.tv, TV Allgäu Nachrichten, Radio Augsburg, RSA Radio, Hitradio RT1 Nordschwaben, Hitradio RT1 Südschwaben.